# Badminton-Mannschaftsasienmeisterschaft 2017
Bei der Badminton-Mannschaftsasienmeisterschaft 2017 wurden die asiatischen Mannschaftstitelträger bei den gemischten Teams ermittelt. Die Titelkämpfe fanden vom 14. bis zum 19. Februar 2017 in Ho-Chi-Minh-Stadt in Vietnam statt.

## Medaillengewinner
| Disziplin | Gold | Silber | Bronze |
| --------- | --- | --- | --- |
| Team      | Japan Akane Yamaguchi Arisa Higashino Ayaka Takahashi Ayane Kurihara Hiroyuki Endo Kazumasa Sakai Keigo Sonoda Kenta Kazuno Kenta Nishimoto Koharu Yonemoto Misaki Matsutomo Sayaka Sato Shiho Tanaka Takeshi Kamura Takuro Hoki Yuta Watanabe | Südkorea Chae Yoo-jung Chang Ye-na Choi Sol-gyu Jeon Hyeok-jin Kim Ga-eun Kim Gi-jung Kim Ha-na Kim Jae-hwan Lee So-hee Son Wan-ho Sung Ji-hyun Yoo Yeon-seong | Volksrepublik China Bao Yixin Chen Qingchen Chen Yufei He Bingjiao Huang Dongping Jia Yifan Li Junhui Li Yinhui Liu Cheng Liu Yuchen Qiao Bin Shi Yuqi Yu Xiaohan Zhang Nan Zhao Junpeng Zheng Siwei |
| Team      | Japan Akane Yamaguchi Arisa Higashino Ayaka Takahashi Ayane Kurihara Hiroyuki Endo Kazumasa Sakai Keigo Sonoda Kenta Kazuno Kenta Nishimoto Koharu Yonemoto Misaki Matsutomo Sayaka Sato Shiho Tanaka Takeshi Kamura Takuro Hoki Yuta Watanabe | Südkorea Chae Yoo-jung Chang Ye-na Choi Sol-gyu Jeon Hyeok-jin Kim Ga-eun Kim Gi-jung Kim Ha-na Kim Jae-hwan Lee So-hee Son Wan-ho Sung Ji-hyun Yoo Yeon-seong | Thailand Adulrach Namkul Bodin Isara Busanan Ongbumrungpan Dechapol Puavaranukroh Jongkolphan Kititharakul Khosit Phetpradab Kittinupong Kedren Nipitphon Puangpuapech Nitchaon Jindapol Pornpawee Chochuwong Puttita Supajirakul Rawinda Prajongjai Sapsiree Taerattanachai Savitree Amitrapai Suppanyu Avihingsanon Tanongsak Saensomboonsuk |

## Gruppenphase

### Gruppe A
| Team                | Pld | W | L | MF | MA | MD  | Pts |
| ------------------- | --- | - | - | -- | -- | --- | --- |
| Volksrepublik China | 2   | 2 | 0 | 10 | 0  | +10 | 4   |
| Chinesisch Taipeh   | 2   | 1 | 1 | 4  | 6  | −2  | 2   |
| Hongkong            | 2   | 0 | 2 | 1  | 9  | −8  | 0   |

| 14. Februar 2017    |     |                   |
| Volksrepublik China | 5–0 | Hongkong          |
| 15. Februar 2017    |     |                   |
| Chinesisch Taipeh   | 4–1 | Hongkong          |
| 16. Februar 2017    |     |                   |
| Volksrepublik China | 5–0 | Chinesisch Taipeh |

### Gruppe B
| Team       | Pld | W | L | MF | MA | MD  | Pts |
| ---------- | --- | - | - | -- | -- | --- | --- |
| Indonesien | 2   | 2 | 0 | 8  | 2  | +6  | 4   |
| Malaysia   | 2   | 1 | 1 | 7  | 3  | +4  | 2   |
| Sri Lanka  | 2   | 0 | 2 | 0  | 10 | −10 | 0   |

| 14. Februar 2017 |     |            |
| Malaysia         | 5–0 | Sri Lanka  |
| 15. Februar 2017 |     |            |
| Indonesien       | 5–0 | Sri Lanka  |
| 16. Februar 2017 |     |            |
| Malaysia         | 2–3 | Indonesien |

### Gruppe C
| Team        | Pld | W | L | MF | MA | MD  | Pts |
| ----------- | --- | - | - | -- | -- | --- | --- |
| Thailand    | 3   | 3 | 0 | 13 | 2  | +11 | 6   |
| Japan       | 3   | 2 | 1 | 12 | 3  | +9  | 4   |
| Vietnam     | 3   | 1 | 2 | 3  | 12 | −9  | 2   |
| Philippinen | 3   | 0 | 3 | 2  | 13 | −11 | 0   |

| 14. Februar 2017 |     |             |
| Thailand         | 5–0 | Vietnam     |
| Japan            | 5–0 | Philippinen |
| 15. Februar 2017 |     |             |
| Japan            | 5–0 | Vietnam     |
| Thailand         | 5–0 | Philippinen |
| 16. Februar 2017 |     |             |
| Vietnam          | 3–2 | Philippinen |
| Japan            | 2–3 | Thailand    |

### Gruppe D
| Team     | Pld | W | L | MF | MA | MD | Pts |
| -------- | --- | - | - | -- | -- | -- | --- |
| Südkorea | 2   | 2 | 0 | 9  | 1  | +8 | 4   |
| Indien   | 2   | 1 | 1 | 5  | 5  | 0  | 2   |
| Singapur | 2   | 0 | 2 | 1  | 9  | −8 | 0   |

| 14. Februar 2017 |     |          |
| Südkorea         | 5–0 | Singapur |
| 15. Februar 2017 |     |          |
| Indien           | 4–1 | Singapur |
| 16. Februar 2017 |     |          |
| Südkorea         | 4–1 | Indien   |

## Endrunde
|  | Viertelfinale       | Viertelfinale |  |  | Halbfinale          | Halbfinale  |   |  | Finale | Finale |
|  |                     |               |  |  |                     |             |   |  |        |        |
|  | 17. Februar         |               |  |  |                     |             |   |  |        |        |
|  | Volksrepublik China | 3             |  |  | 18. Februar         | 18. Februar |   |  |        |        |
|  | Malaysia            | 0             |  |  | Volksrepublik China | 1           |   |  |        |        |
|  | 17. Februar         | 17. Februar   |  |  | Japan               | 3           |   |  |        |        |
|  | Indonesien          | 2             |  |  | 19. Februar         | 19. Februar |   |  |        |        |
|  | Japan               | 3             |  |  | Japan               | 3           |   |  |        |        |
|  | 17. Februar         | 17. Februar   |  |  |                     | Südkorea    | 0 |  |        |        |
|  | Indien              | 2             |  |  | 18. Februar         | 18. Februar |   |  |        |        |
|  | Thailand            | 3             |  |  | Thailand            | 1           |   |  |        |        |
|  | 17. Februar         | 17. Februar   |  |  | Südkorea            | 3           |   |  |        |        |
|  | Chinesisch Taipeh   | 0             |  |  |                     |             |   |  |        |        |
|  | Südkorea            | 3             |  |  |                     |             |   |  |        |        |